# The Incident
The Incident – dziesiąty album studyjny progresywno-rockowej grupy Porcupine Tree. Został wydany 14 września 2009 nakladem wytwórni Roadrunner Records i Tonefloat. Na nagranie składają się dwa dyski CD. Pierwszy wypełnia, podzielony na 14 rozdziałów 55-minutowy utwór tytułowy, na drugim zaś znajdują się 4 inne kompozycje.
Na płycie nr 1 - w utworze The Incident - Steven John Wilson umieścił "nieco surrealistyczny utwór o początkach i końcach oraz o przeczuciu, że 'po tym, nic już nie będzie takie samo'". Płyta nr 2 zawiera natomiast cztery piosenki nagrane w trakcie innych niż The Incident sesji.
Utwór Time Flies został wybrany na pierwszy singiel z płyty.

## Lista utworów

### CD 1
1. The Incident 55:18
- Occam's Razor 1:55
- The Blind House 5:47
- Great Expectations 1:26
- Kneel and Disconnect 2:03
- Drawing the Line 4:43
- The Incident 5:20
- Your Unpleasant Family 1:48
- The Yellow Windows of the Evening Train 2:00
- Time Flies 11:40
- Degree Zero of Liberty 1:45
- Octane Twisted 5:03
- The Séance 2:39
- Circle of Manias 2:18
- I Drive the Hearse 6:41

### CD 2
1. Flicker 3:42
2. Bonnie the Cat 5:45
3. Black Dahlia 3:40
4. Remember Me Lover 7:28

## Twórcy
- Steven Wilson - śpiew, gitara, pianino, syntezatory
- Richard Barbieri - keyboard, syntezatory, programowanie
- Colin Edwin - gitara basowa, kontrabas
- Gavin Harrison - perkusja

## Pozycje na listach
| Lista | Kraj   | Pozycja |
| ----- | ------ | ------- |
| OLiS  | Polska | 5       |